# 桑博恩 (內布拉斯加州)
桑博恩（英語：Sanborn）是位於美國內布拉斯加州丹地縣的非建制地區。

## 歷史
桑博恩的郵局於1906年設立，其後於1929年停運。

## 地理
桑博恩所處的海拔為高於海平面1022米（即3353英呎），而該地所採用的時區為UTC-6，即北美山地時區（MST）。同時該地設有夏令時間，為UTC-7調快一小時，即UTC-6（MDT）。